# Roger Keyes, 1. Baron Keyes

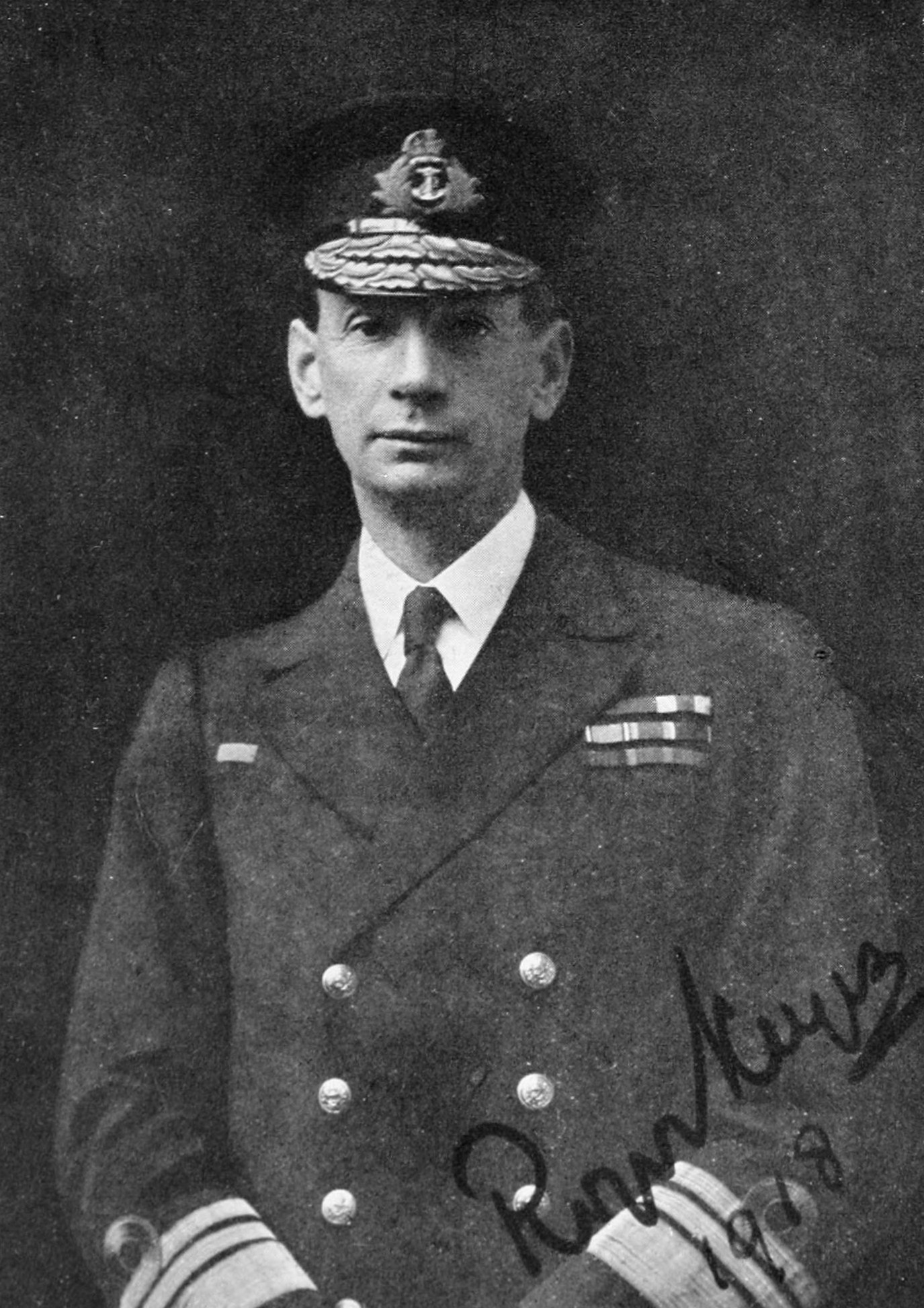
Sir Roger Keyes (1918)

Roger John Brownlow Keyes, 1. Baron Keyes GCB KCVO CMG DSO (* 4. Oktober 1872 in Punjab, Britisch-Indien; † 26. Dezember 1945 in Buckingham, Buckinghamshire, England) war ein britischer Flottenadmiral der Royal Navy sowie Politiker der Conservative Party, der von 1934 bis 1943 den Wahlkreis Portsmouth North als Mitglied im House of Commons vertrat.

## Leben

### Erster Weltkrieg und Nachkriegszeit

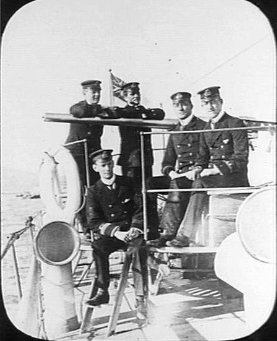
Keyes (vorn, sitzend) als Kommandant der HMS Fame (1900)

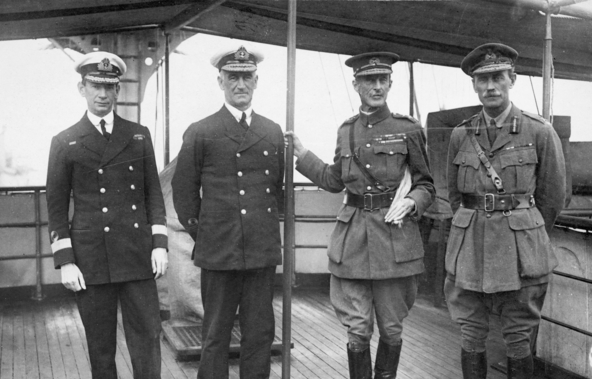
Kommodore Roger Keyes (links) mit Vizeadmiral John de Robeck, General Sir Ian Hamilton (2. von rechts) und General Walter Braithwaite (rechts) während der Dardanellen-Expedition 1915

Nach dem Schulbesuch trat Keyes 1885 als Dreizehnjähriger in die Royal Navy ein und nahm 1890 an den Gefechten um das bis dahin deutsche Schutzgebiet des Sultanat Witu im heutigen Kenia sowie 1900 als Kommandant des Torpedobootzerstörers Fame an der Niederschlagung des Boxeraufstandes in China teil.
Während des Ersten Weltkrieges war er beim Seegefecht bei Helgoland 1914 als Kommodore Befehlshaber der britischen U-Boote und danach zwischen 1915 und 1916 Stabschef der Seestreitkräfte im östlichen Mittelmeer. Nach der Skagerrakschlacht 1916 wurde er Kommandant des Schlachtschiffs Centurion. 1918 wurde er Kommandeur der in Dover und Dunkerque stationierten Seestreitkräfte der Dover Patrol und befehligte in dieser Funktion von seinem Flaggschiff HMS Warwick den sogenannten „Überfall auf Zeebrügge und Ostende“, die Angriffe auf die U-Boote der Kaiserlichen Marine, die in Zeebrügge und Ostende stationiert waren. Für seine Verdienste wurde er 1919 zum Baronet of Zeebrugge, and of Dover in the County of Kent erhoben.
Nach dem Ersten Weltkrieg war er zunächst von 1921 bis 1925 stellvertretender Chef des Marinestabes (Deputy Chief of Naval Staff), ehe er am 8. Juni 1925 Oberkommandierender der Mittelmeerflotte wurde und diese Funktion bis zu seiner Ablösung durch Admiral Sir Frederick Field am 7. Juni 1928 bekleidete. 1926 wurde die modernisierte Warspite Flaggschiff der Flotte. Unter seinem Kommando erreichte die Mittelmeerflotte einen Höhepunkt ihrer Leistungsfähigkeit. Unter Keyes dienten herausragende Offiziere wie Dudley Pound (Chef des Stabes), Ginger Boyle (Kommandeur des Kreuzergeschwaders) und Augustus Agar (Kommandeur einer Zerstörer-Flottille). Später war er von 1929 bis zu seiner Versetzung in den Ruhestand 1931 Kommandeur der Marinebasis Portsmouth.

### Unterhausabgeordneter, Zweiter Weltkrieg und Mitglied des Oberhauses
Bei einer Nachwahl (By-election) im Wahlkreis Portsmouth North wurde er am 19. Februar 1934 zum Mitglied des House of Commons gewählt und gehörte diesem bis zum 23. Januar 1943 an. Dort übte er neben einigen anderen Abgeordneten während der Norwegendebatte im Mai 1940 Kritik an der Regierung von Premierminister Neville Chamberlain wegen des Scheiterns gegen die Wehrmacht zur Abwehr der Unternehmen Weserübung in Norwegen. Keyes begründete seine Kritik insbesondere damit, dass er zuvor im April 1940 angeboten hatte, eine aus den Schlachtschiffen Valiant und Warspite, dem Schlachtkreuzer Renown, dem Flugzeugträger Glorious sowie vier Luftabwehrkreuzern, 20 Zerstörern und zahlreichen Transportern bestehende Flotte zu kommandieren und mit dieser in den Trondheimfjord einzudringen, um die deutsche Besatzungsmacht zu bekämpfen. Der Angriff war unter dem Decknamen „Hammer“ für den 22. April geplant, wurde aber vom Rat der Generalstabschefs am 18. April 1940 abgesagt. Auch das anschließende Angebot von Keyes, mit vor der Abwrackung stehenden Schiffen die Operation durchzuführen, wurde abgelehnt. Die Debatte trug mit dazu bei, dass Chamberlain einige Tage darauf durch Winston Churchill als Premierminister des Vereinigten Königreichs abgelöst wurde.
Mit dem Eintritt des Vereinigten Königreichs in den Zweiten Weltkrieg wurde Keyes am 17. Juli 1940 in den aktiven Militärdienst zurückberufen und war zunächst Direktor für kombinierte Operationen sowie Verbindungsoffizier beim belgischen König Leopold III. In dieser Funktion berichtete er am Morgen des 27. Mai 1940 an Lord Gort, den Oberbefehlshaber der British Expeditionary Force (BEF) in Belgien und Frankreich im Westfeldzug, dass eine Kapitulation der belgischen Streitkräfte unmittelbar bevorstehen würde. Im Laufe des Tages ergab sich die belgische Armee tatsächlich mitten in der Schlacht von Dünkirchen in der Nacht vom 27. Mai auf den 28. Mai 1940.
Am 27. Oktober 1941 wurde Keyes von Louis Mountbatten als Direktor des Combined Operations Headquarters abgelöst. Am 1. und 2. Juli 1942 fand eine weitere Debatte im House of Commons über einen durch Sir John Wardlaw-Milne, einen Abgeordneten der konservativen Tories, eingebrachten Misstrauensantrag gegen Premierminister Churchill statt. Churchill wurde neben Keyes von seinem besten Freund angegriffen: Leslie Hore-Belisha, seinem Mitstreiter gegen das Münchner Abkommen vom 3. September 1938. Hore-Belisha und Keyes waren dafür, dass die Kriegsführung von jener der Regierung getrennt werden müsse. Bei der anschließenden Abstimmung erlitten die beiden jedoch eine empfindliche Niederlage, da sich nur 25 Abgeordnete dem Misstrauensantrag anschlossen, während 475 Unterhausabgeordnete dem Premierminister das Vertrauen aussprachen und damit dessen Kriegsführung die Zustimmung erteilten.
Nach seinem Ausscheiden aus dem Unterhaus wurde ihm am 22. Januar 1943 der erbliche Adelstitel Baron Keyes, of Zeebrugge, and Dover in the County of Kent, verliehen. Mit dem Titel war ein erblicher Sitz im House of Lords verbunden.
Sein Sohn Geoffrey Keyes diente im Zweiten Weltkrieg als Oberstleutnant, wurde mit dem Military Cross ausgezeichnet und fiel beim Angriff auf das Hauptquartier von Generalleutnant Erwin Rommel, wofür er posthum mit dem Victoria-Kreuz ausgezeichnet wurde.
Als er 1945 starb, erbte sein zweitgeborener Sohn Roger George Bowlby Keyes seine Adelstitel.

## Veröffentlichungen
- Naval Memoirs, 2 Bände, 1934–1935
- Adventures Ashore and Afloat, 1939
- Amphibious Warfare and Combined Operations, 1943